# Liste von Listen der Mitglieder des Landtags Brandenburg
Diese Liste umfasst alle Listen von Mitgliedern der Landtage von Brandenburg.

## Sowjetische Besatzungszone und Deutsche Demokratische Republik
| Liste                              | Datum     | Landesregierung                        |
| ---------------------------------- | --------- | -------------------------------------- |
| Beratende Versammlung              | 1946      | Kabinett Steinhoff I                   |
| Mitglieder der ersten Wahlperiode  | 1946–1950 | Kabinett Steinhoff II, Kabinett Jahn I |
| Mitglieder der zweiten Wahlperiode | 1950–1952 | Kabinett Jahn II                       |

## Landtag in der Bundesrepublik Deutschland
| Liste                               | Datum     | Landesregierung                          |
| ----------------------------------- | --------- | ---------------------------------------- |
| Mitglieder der ersten Wahlperiode   | 1990–1994 | Kabinett Stolpe I                        |
| Mitglieder der zweiten Wahlperiode  | 1994–1999 | Kabinett Stolpe II                       |
| Mitglieder der dritten Wahlperiode  | 1999–2004 | Kabinett Stolpe III, Kabinett Platzeck I |
| Mitglieder der vierten Wahlperiode  | 2004–2009 | Kabinett Platzeck II                     |
| Mitglieder der fünften Wahlperiode  | 2009–2014 | Kabinett Platzeck III, Kabinett Woidke I |
| Mitglieder der sechsten Wahlperiode | 2014–2019 | Kabinett Woidke II                       |
| Mitglieder der siebten Wahlperiode  | 2019–2024 | Kabinett Woidke III                      |
| Mitglieder der achten Wahlperiode   | seit 2024 | Kabinett Woidke IV                       |